# Buschow
Buschow mit seinen Wohnplätzen/Gemeindeteilen Buschow I und Kolonie Buschow ist ein Ortsteil der Gemeinde Märkisch Luch im Landkreis Havelland in Brandenburg.

## Nachbarorte
- Möthlow, Ortsteil der Gemeinde Märkisch Luch
- Barnewitz, Ortsteil der Gemeinde Märkisch Luch

## Geografie
Buschow liegt in einer Höhe von 32 m ü. NHN westlich der Ribbecker Heide und der Hinterbehnitzer Heide.
Erreichbar ist der etwa 6,5 Kilometer südwestlich von der Bundesstraße 5 gelegene Ort über die Verbindungsstraße zwischen der Bundesstraße 5 und Brandenburg an der Havel über Retzow, Barnewitz und Marzahne der Landesstraße 99 oder über den eigenen Bahnhof an der Bahnstrecke Berlin–Rathenow. Der Ort hat eine Fläche von 11,40 km² und bei 455 Einwohnern eine Bevölkerungsdichte von 38 Einwohner/km².

## Geschichte
Der Ort Buschow wurde 1256 ersterwähnt und war stets ein typisches Straßendorf an der Straße von Marzahne nach Retzow abseits der großen Fernverkehrsstraßen. Buschow war lange eine Begüterung und Gutssitz der Herren von Knoblauch. Die Belehnung der von Knoblauch-Pessin mit dem ersten Hufen in Buschow durch das Domkapitel Brandenburg datiert auf den 3. Juni 1522. Bald entsteht ein eigener Familienzweig von Knoblauch-Buschow. Philipp von Knoblauch, vermählt mit Ottilie von Knoblauch, folgend ihr Sohn Philipp jun. und der Enkel der Erstgenannten, Philipp Ludwig (1669–1724) sind die ersten Herren auf Buschow. Die Ahnenreihe führen Kuno Ludolf Ludewig von Knoblauch und seine Frau Johanna von Rochow-Trechwitz weiter. Deren erster Sohn Wilhelm war Offizier in dänischen Diensten. Sein Bruder Philipp als Nachfolger auf Buschow dagegen wieder traditionell preußischer Major.
Buschow bestand eigentlich aus zwei Gütern. Einem Gut aus einem so genannten alten Besitz, einem Lehngut. Dazu gab es noch ein Allodialgut, ein freies Gut. Eigentümer beider Güter war Mitte des 19. Jahrhunderts Eduard von Knoblauch (1808–1868), auf Buschow I und II genannt, verheiratet mit Johanna Berlin. Dann weist das General-Adressbuch der Rittergutsbesitzer der Provinz Brandenburg wieder zwei Güter aus. Erbe auf Buschow Anteil I mit 234 ha wurde Hans von Knoblauch, liiert mit Hedwig von Blücher. Erbe auf Buschow Anteil II mit 205 ha war Heinrich von Knoblauch. Botho-Wigand von Knoblauch (1878–1964) ist der letzte Vertreter vor Ort, auch Möthlitz wurde 1938 verkauft. Botho-Wigand begann seine Karriere, wie viele seiner Vorfahren, auf dem Adelsinternat der Brandenburger Ritterakademie. Dann studierte er Landwirtschaft, wurde Husaren-Leutnant und übernahm einst Buschow im Dezember 1903. Im letztmals 1929, also kurz vor der großen Wirtschaftskrise, amtlich publizierten Brandenburgischen Landwirtschaftlichen Adressbuch wird die geschiedene Ehefrau des Botho-Wigand als Gutsbesitzerin des 300 ha großen Rittergutes Buschow I aufgeführt. Es war Dorothea, geborene von Zelewski. Sie heiratete 1930 den Fideikommissherrn Wolf von Bredow-Retzow. Beide betrieben nach der Bodenreform einen Hof in Niedersachsen.
Um 1946/1947 Jahre lebte der Ornithologe und frühere Berufsoffizier Friedrich von Lucanus in Buschow.
Buschow gehört seit dem 31. Dezember 2002 zur Gemeinde Märkisch Luch.

## Politik
Der ehrenamtliche Ortsvorsteher und Bürgermeister der Gemeinde Märkisch Luch ist Rudi Marquardt († 13. Oktober 2013) (parteilos). Derzeitiger Ortsvorsteher ist Frank Hellmann.

## Sehenswertes

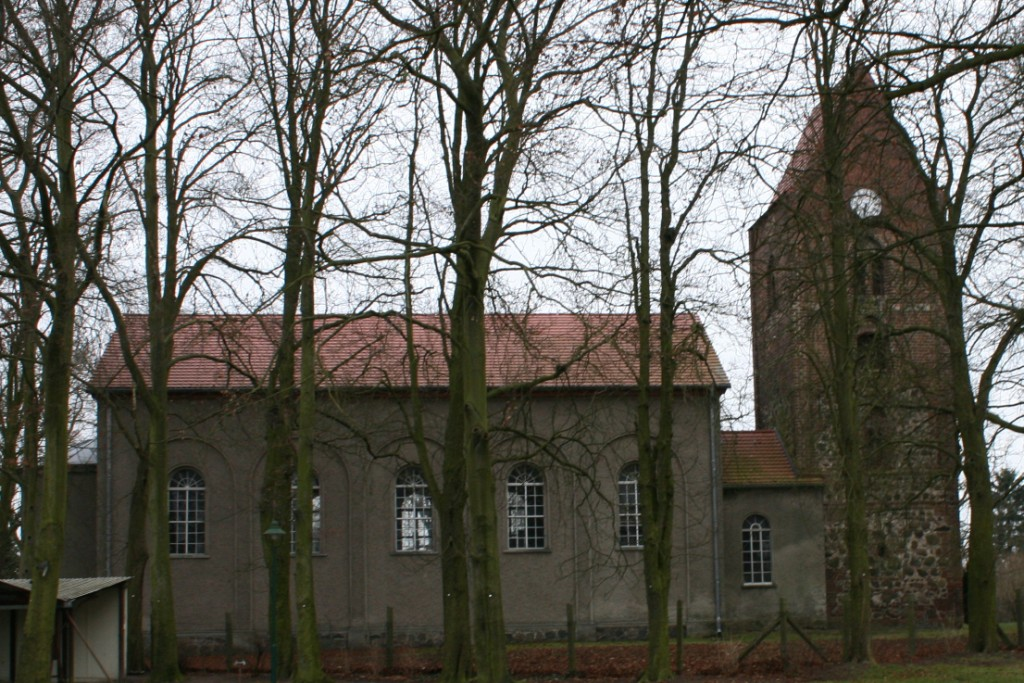
Buschower Kirche

Sehenswert sind im Ort das Jagd- und Heimatmuseum und die Dorfkirche sowie in der näheren Umgebung das Bolchow-Moor.
Am Rande des Naturschutzgebiets Havelländisches Luch gelegen ist Buschow ein Anziehungspunkt für Ornithologen zur Beobachtung der seltenen Großtrappe.